# Walter Carone
Walter Carone (19. července 1920 – 29. května 1982) byl italsko-francouzský fotograf. Mezi lety 1945 a polovinou šedesátých let 20. století produkoval více než 10 000 kvalitních fotografií pro různé francouzské vydavatele. Byl známý svými portréty celebrit a dokumentárními snímky filmových festivalů v Cannes.
Carone se naučil fotografii od svého otce, který emigroval z Itálie do francouzského Cannes. V roce 1945 se Carone přestěhoval do Paříže, kde pracoval pro Cinévie, France Dimanche, Point de Vue, Elle a nakonec pro Paris Match, který ho najal tři měsíce před jeho opětovným otevřením v roce 1949. Carone se nakonec stal zástupcem vedoucího oddělení fotografie Paris Match a později pomohl vydat časopisy Photo a Photo Journal.